# Dobrava, Radeče
Dobrava je naselje v Občini Radeče.